# David Statnik
David Statnik (1983. június 15. –) szorb politikus, 2011 márciusa óta a Domowina szorb ernyőszervezet elnöke.

## Élete
Ralbitzből származik, 2009 óta a Domowina nemzeti igazgatóságának tagja. Elődje, Jan Nuck őt javasolta, és a 15. éves közgyűlésen választották meg, amelyre 2011. március 26-án Uhyst an der Spree-ben került sor. A szavazatok 90,1%-ával győzött, így Paul Nedo után a második legfiatalabb Domowina-elnök.
Az új elnök megválasztása a szorb intézményi környezetben zajló strukturális vita közepére esett. Elvárta, hogy a német többség ismerje el a szorbokat és kultúrájukat hozzáadott értékként.
Két év tiszteletbeli elnöki tisztség után Statnikot 2013-ban újraválasztották a Domowina 16. közgyűlésén, 143 szavazatból 138-at kapott. Azóta ő a főállású elnök. 2017-ben újraválasztották.
2016 óta tagja a bautzeni járási tanácsnak is, ahol a Serbske wolerske zjednoćenstwo/Sorbian választói egyesület listáján keresztül került be a járási tanácsba.
Miután csatlakozott a CDU-hoz, 2019 májusában újra beválasztották a járási tanácsba a listán.
Dawid Statnik nős, három gyermeke van. 2013-ig a Szorb Nemzeti Együttes színigazgatójaként dolgozott, aktív volt a Pawk szorb ifjúsági klubban és részt vett a Szorb Művészek Szövetségében.

## Fordítás
- Ez a szócikk részben vagy egészben  a   David Statnik című német Wikipédia-szócikk ezen változatának fordításán alapul.  Az eredeti cikk szerkesztőit annak laptörténete sorolja fel. Ez a jelzés csupán a megfogalmazás eredetét és a szerzői jogokat jelzi, nem szolgál a cikkben szereplő információk forrásmegjelöléseként.